# Arrondissement Charolles
Charolles is een arrondissement van het Franse departement Saône-et-Loire in de regio Bourgogne-Franche-Comté. De onderprefectuur is Charolles.

## Kantons
Het arrondissement was tot 2014 samengesteld uit de volgende kantons:
- Kanton Bourbon-Lancy
- Kanton Charolles
- Kanton Chauffailles
- Kanton La Clayette
- Kanton Digoin
- Kanton Gueugnon
- Kanton La Guiche
- Kanton Marcigny
- Kanton Palinges
- Kanton Paray-le-Monial
- Kanton Saint-Bonnet-de-Joux
- Kanton Semur-en-Brionnais
- Kanton Toulon-sur-Arroux

Na de herindeling van de kantons bij decreet van 18 februari 2014, met uitwerking op 22 maart 2015, zijn dat :
- Kanton Blanzy ( deel 3/17 )
- Kanton La Chapelle-de-Guinchay ( deel 1/34 )
- Kanton Charolles ( deel 32/33 )
- Kanton Chauffailles
- Kanton Cluny ( deel 7/52 )
- Kanton Digoin
- Kanton Gueugnon (deel 13/20 )
- Kanton Paray-le-Monial
- Saint-Vallier ( deel 4/5 )